# Oliver Fink
Oliver Fink (* 6. Juni 1982 in Hirschau) ist ein ehemaliger deutscher Fußballspieler, der von 2009 bis 2020 für Fortuna Düsseldorf spielte. Er ist der Bruder von Tobias Fink.

## Karriere
Der gebürtige Oberpfälzer Fink, der meistens im defensiven Mittelfeld eingesetzt wird, spielte in seiner Jugend beim 1. FC Schlicht in seiner Heimatgemeinde Vilseck, beim 1. FC Schwandorf und bei der SG Post/Süd Regensburg, die im Jahr 2002 mit dem Lokalrivalen SSV Jahn Regensburg fusionierte.
Als der SSV Jahn in der Saison 2003/04 in der 2. Bundesliga spielte, arbeitete sich Fink, der ursprünglich nur bei den Amateuren spielen sollte, in den Kader der ersten Mannschaft vor und kam in der zweiten Liga zu 18 Einsätzen, bei denen ihm auch ein Tor gegen Rot-Weiß Oberhausen gelang. Nachdem der SSV Jahn sich nicht in der Liga halten konnte, spielte Fink noch ein halbes Jahr lang in der Regionalliga Süd, ehe er in der Winterpause 2004/05 zum Wacker Burghausen wechselte.
Für die Oberbayern bestritt er in zweieinhalb Jahren 66 Zweitliga-Spiele, bei denen er drei Tore erzielte. Nach dem Abstieg des SV Wacker am Ende der Saison 2006/07 wechselte er zur SpVgg Unterhaching, die ebenfalls in die Regionalliga Süd abgestiegen war. Bei den Münchner Vorstädtern wurde Oliver Fink sofort Stammspieler und trug mit vier Toren in 33 Spielen zur Qualifikation für die neugeschaffene 3. Liga bei. In der Saison 2008/09 scheiterte er dann mit Unterhaching als Tabellenvierter nur knapp am Aufstieg in die 2. Bundesliga. Der Sprung in die zweite Liga gelang Fink dennoch, er wechselte im Sommer 2009 zum Aufsteiger Fortuna Düsseldorf.
Bei den Fortunen etablierte sich Oliver Fink schnell als Leistungsträger im Mittelfeld. Nach drei Zweitligajahren gelang ihm mit der Mannschaft in der Saison 2011/12 der Aufstieg in die Fußball-Bundesliga. Dort erzielte er beim 2:0-Sieg gegen die SpVgg Greuther Fürth am 25. September 2012 (5. Spieltag) seinen ersten Bundesligatreffer. Am Ende der Saison stieg er mit Düsseldorf wieder ab. Seit der Saison 2016/17 ist Oliver Fink Mannschaftskapitän der Fortuna. In der folgenden Saison 2017/18 konnte er mit Düsseldorf den Wiederaufstieg in die Erste Bundesliga feiern.
Sein Vertrag bei der ersten Mannschaft von Düsseldorf lief bis zum Ende der Saison 2019/20. Nach elf Jahren Einsatz in der ersten Mannschaft einigte er sich dann mit dem Verein, dass er seine Karriere als Führungsspieler bei der zweiten Mannschaft fortsetzt. Darüber hinaus wurde bereits eine Weiterbeschäftigung beim Verein nach Ende der aktiven Laufbahn vereinbart.

## Persönliches
Fink ist seit 2016 mit seiner Frau Larissa verheiratet.

## Erfolge
- Aufstieg in die Bundesliga 2011/12 mit Fortuna Düsseldorf
- Meister der 2. Fußball-Bundesliga 2017/18 mit Fortuna Düsseldorf